# 戈爾諾-阿爾泰自治州
戈爾諾-阿爾泰自治州（俄语：Горно-Алтайская автономная область）是蘇聯俄羅斯蘇維埃聯邦社會主義共和國下的一個自治州。成立於1922年，1948年以前稱為衛拉特自治州（俄语：Ойротская Автономная область）。在清代原為阿爾泰淖爾烏梁海，屬科布多。1991年升格為自治共和國。是阿爾泰共和國的前身。